# Grafite
Grafite vagy teljes nevén Edinaldo Batista Líbano  (Jundiaí, São Paulo, 1979. április 2. –) brazil labdarúgó.

## Pályafutása

### Klubszinten
Pályafutását a brazil bajnokságban kezdte. 2003-ban egy szezon erejéig a Dél-koreai Anyang LG Cheetahs-be igazolt. Ezt követően visszatért hazájába, ahol a Goiás együttesével Goiás állami bajnokságot nyert 2003-ban. Az idényt követően ismét klubot váltott, a São Paulo FC-be igazolt. Két szezon alatt állami bajnok lett, megnyerte a Libertadores-kupát, majd a 2005-ös FIFA-klubvilágbajnokságot is, ahol a Liverpool elleni döntőben a 75. percben csereként kapott játéklehetőséget.
2006 januárjában a francia Le Mansba szerződött. A Wolfsburg 5,4 millió fontért vásárolta meg a Le Manstól 2007-ben. Az UEFA-kupa 2008–2009-es kiírásában három mérkőzésen három gólt szerzett, míg a német kupában ugyanennyi találkozón négyszer volt eredményes. A Bundesligában a szezon végén a bajnoki cím mellett a gólkirályi címet is elnyerte, 25 találkozón 28 gólt szerzett.

### A válogatottban
2005. április 17-én mutatkozott be a brazil válogatottban a Guatemala ellen. A 39. percben állt be Romário helyére, majd a 66. percben gólt szerzett.

## Sikerei, díjai

### Klubcsapatokkal
- Goiás Esporte Clube:
  - Goiás állami bajnok (Campeonato Goiano): 2003
- São Paulo FC:
  - São Paulo állami bajnok (Campeonato Paulista): 2005
  - Libertadores-kupa-győztes: 2005
  - Klubvilágbajnok: 2005
- VfL Wolfsburg:
  - Német bajnok: 2009

### Egyéni
- Német gólkirály: 2009
- Bola de Prata (brazil ezüstlabdás): 2003

## Pályafutása statisztikái
| Klub          | Szezon   | Bundesliga | Bundesliga | DFB-Pokal       | DFB-Pokal       | —                 | —                 | Európa | Európa | Összesen | Összesen |
| Klub          | Szezon   | Mérk       | Gól        | Mérk            | Gól             | Mérk              | Gól               | Mérk   | Gól    | Mérk     | Gól      |
| ------------- | -------- | ---------- | ---------- | --------------- | --------------- | ----------------- | ----------------- | ------ | ------ | -------- | -------- |
| VfL Wolfsburg | 2008–09  | 25         | 28         | 3               | 4               | —                 | —                 | 3      | 3      | 31       | 35       |
| VfL Wolfsburg | 2007–08  | 24         | 11         | 4               | 1               | —                 | —                 | —      | —      | 28       | 11       |
| VfL Wolfsburg | Összesen | 48         | 37         | 7               | 5               | —                 | —                 | 3      | 3      | 58       | 45       |
| Klub          | Szezon   | Ligue 1    | Ligue 1    | Coupe de France | Coupe de France | Coupe de la Ligue | Coupe de la Ligue | —      | —      | Összesen | Összesen |
| Klub          | Szezon   | Mérk       | Gól        | Mérk            | Gól             | Mérk              | Gól               | Mérk   | Gól    | Mérk     | Gól      |
| Le Mans UC 72 | 2007–08  | 6          | 2          | —               | —               | —                 | —                 | —      | —      | 6        | 2        |
| Le Mans UC 72 | 2006–07  | 34         | 12         | 1               | 1               | 3                 | 2                 | —      | —      | 38       | 15       |
| Le Mans UC 72 | 2005–06  | 11         | 3          | —               | —               | 1                 | 0                 | —      | —      | 12       | 3        |
| Le Mans UC 72 | Összesen | 51         | 17         | 1               | 1               | 4                 | 2                 | —      | —      | 56       | 20       |
| Klub          | Szezon   | Série A    | Série A    | Copa do Brasil  | Copa do Brasil  | —                 | —                 | —      | —      | Összesen | Összesen |
| Klub          | Szezon   | Mérk       | Gól        | Mérk            | Gól             | Mérk              | Gól               | Mérk   | Gól    | Mérk     | Gól      |
| São Paulo     | 2005     | 6          | 0          | —               | —               | —                 | —                 | —      | —      | 6        | 0        |
| São Paulo     | 2004     | 38         | 17         | —               | —               | —                 | —                 | —      | —      | 38       | 17       |
| São Paulo     | Összesen | 44         | 17         | —               | —               | —                 | —                 | —      | —      | 44       | 17       |
| Klub          | Szezon   | Série A    | Série A    | Copa do Brasil  | Copa do Brasil  | —                 | —                 | —      | —      | Összesen | Összesen |
| Klub          | Szezon   | Mérk       | Gól        | Mérk            | Gól             | Mérk              | Gól               | Mérk   | Gól    | Mérk     | Gól      |
| Goiás         | 2003     | 20         | 12         | —               | —               | —                 | —                 | —      | —      | 20       | 12       |
| Goiás         | Összesen | 20         | 12         | —               | —               | —                 | —                 | —      | —      | 20       | 12       |
| Klub          | Szezon   | K-League   | K-League   | KFA-kupa        | KFA-kupa        | —                 | —                 | —      | —      | Összesen | Összesen |
| Klub          | Szezon   | Mérk       | Gól        | Mérk            | Gól             | Mérk              | Gól               | Mérk   | Gól    | Mérk     | Gól      |
| Anyang LG     | 2003     | 9          | 0          | —               | —               | —                 | —                 | —      | —      | 9        | 0        |
| Anyang LG     | Összesen | 9          | 0          | —               | —               | —                 | —                 | —      | —      | 9        | 0        |
| Klub          | Szezon   | Série A    | Série A    | Copa do Brasil  | Copa do Brasil  | —                 | —                 | —      | —      | Összesen | Összesen |
| Klub          | Szezon   | Mérk       | Gól        | Mérk            | Gól             | Mérk              | Gól               | Mérk   | Gól    | Mérk     | Gól      |
| Grêmio        | 2002     | 6          | 0          | —               | —               | —                 | —                 | —      | —      | 6        | 0        |
| Grêmio        | Összesen | 6          | 0          | —               | —               | —                 | —                 | —      | —      | 6        | 0        |
| Klub          | Szezon   | Série A    | Série A    | Copa do Brasil  | Copa do Brasil  | —                 | —                 | —      | —      | Összesen | Összesen |
| Klub          | Szezon   | Mérk       | Gól        | Mérk            | Gól             | Mérk              | Gól               | Mérk   | Gól    | Mérk     | Gól      |
| Santa Cruz    | 2001     | 22         | 5          | —               | —               | —                 | —                 | —      | —      | 22       | 5        |
| Santa Cruz    | Összesen | 22         | 5          | —               | —               | —                 | —                 | —      | —      | 22       | 5        |
| Összesen      |          | 201        | 90         | 8               | 6               | 4                 | 2                 | 3      | 3      | 216      | 101      |

(A statisztikák 2009. május 23-a szerintiek.)
| Nemzeti csapat | Szezon  | Mérk | Gól |
| -------------- | ------- | ---- | --- |
| Brazília       | 2004–05 | 1    | 1   |
| Összesen       |         | 1    | 1   |

(A statisztikák 2005. április 27-e szerintiek.)

## Mérkőzései a válogatottban
| #  | Időpont           | Ellenfél      | Eredmény | Típus      | Megjegyzés |
| -- | ----------------- | ------------- | -------- | ---------- | ---------- |
| 1. | 2005. április 27. | Guatemala (o) | 3–0      | Barátságos | 39' 66'    |

## Külső hivatkozások
- Hivatalos honlap (németül) (portugálul)
- Profil a VfL Wolfsburg hivatalos honlapján (németül)
- Pályafutása statisztikái a footballdatabase.com-on (angolul)
- Profil a footballdatabase.eu-n (angolul)
- Grafite pályafutásának statisztikái a Soccerbase oldalon (angolul)

```
(angolul)
```

- Grafite adatlapja a national-football-teams.com-on Archiválva 2007. december 13-i dátummal a Wayback Machine-ben (angolul)
- Pályafutása statisztikái a fussballdaten.de-n (németül)
- Profil az espacefoot.net-en (franciául)
- Profil a soccernet.espn-en Archiválva 2009. december 14-i dátummal a Wayback Machine-ben (angolul)
- Profil a sambafoot.com-on (angolul)